# Love Spreads
Love Spreads è un brano del gruppo musicale britannico Stone Roses, pubblicato nel novembre 1994 come primo singolo estratto dall'album Second Coming.
Arrivò al secondo posto della classifica britannica dei singoli e fu l'unico singolo dell'album ad entrare nella Billboard Hot 100, dove si piazzò al 55º posto.
La copertina del singolo è una foto scattata da John Squire e ritrae i cherubini che caratterizzano il gonfalone della città di Newport.
Il brano, composto da John Squire, è incentrato, come I Am the Resurrection, sul tema della religione e suggerisce l'ipotesi che Dio fosse una donna in nero. Secondo alcuni critici si tratterebbe di una messa in discussione della visione patriarcale della chiesa.
La canzone figura nel gioco Guitar Hero World Tour, nel bonus set finale della modalità carriera. È disponibile anche per il download come brano per il gioco Rock Band.

## Tracce
7" vinile (Geffen GFS 84), Cassetta (Geffen GFSC 84)
1. Love Spreads (5:46)
2. Your Star Will Shine (2:56)

12" vinile (Geffen GFST 84)
1. Love Spreads (5:46)
2. Your Star Will Shine (2:56)
3. Breakout (6:04)
4. Groove Harder (4:26)

CD (Geffen GFSTD 84)
1. Love Spreads (5:46)
2. Your Star Will Shine (2:56)
3. Breakout (6:04)

## Formazione
- Ian Brown - voce
- John Squire - chitarra
- Mani - basso
- Reni - batteria, cori